# Bumetopia fornicatoides
Bumetopia fornicatoides är en skalbaggsart som beskrevs av Stefan von Breuning 1980. Bumetopia fornicatoides ingår i släktet Bumetopia och familjen långhorningar.
Artens utbredningsområde är Filippinerna. Inga underarter finns listade.